# El Paquete Semanal
El Paquete Semanal ("Щотижневий пакет") або El Paquete - колекція цифрових матеріалів у розмірі 1 терабайт, що розповсюджується приблизно з 2008 року  на чорному ринку Куби як замінник широкосмугового Інтернету.  Починаючи з 2015 року, він є основним джерелом розваг для мільйонів кубинців  оскільки Інтернет на Кубі вже багато років блокується, оскільки станом на 2018 рік рівень проникнення в Інтернет становить лише близько 38,8%.  El Paquete Semanal має власну сторінку, яка працює в США, де можна переглянути її вміст, і постійно оновлюється щотижня. 

## Кубинський уряд
За повідомленням El Paquete Semanal, Michaelanne Dye та ін. крім того, десь від 5 до 25% населення мали доступ до Інтернету. Також зазначається, що "Куба була однією з перших країн, що" розвиваються ", яка підключилася до WWW". 
Уряд Куби також інвестує в більший доступ людей до Інтернету, використовуючи послугу ETECSA, за яку громадяни могли платити 1 CUC (еквівалентно американському долару) за одну годину користування Інтернетом. Це стало найпопулярнішим способом підключення людей до Інтернету, в основному для підключення до соціальних мереж, таких як Facebook.  

## Зміст El Paquete
В даний час в Інтернеті [Архівовано 18 листопада 2020 у Wayback Machine.] можна знайти архів тижневих пакетів [Архівовано 18 листопада 2020 у Wayback Machine.], де користувачі можуть переглянути вміст майбутніх та минулих пакетів, перш ніж отримати актуальний пакет.  Найпоширеніший вміст - це серіали, мильні опери, музика, фільми та нелегальна реклама, але El Paquete Semanal також містить відеокліпи, вебсайти новин іспанською мовою, вебсайти комп'ютерних технологій, навчальні відео, програмне забезпечення та рекламу для місцевого кубинського бізнесу.  Більшість покупців вимагають лише певні частини пакету, які можуть вартувати лише 1 долар США.  
З часу реформи юридичної власності у 2011 році щодо приватних підприємств кубинська рекламна фірма під назвою Etres використовувала нові норми, що стосуються реклами, щоб легально стягувати з місцевого бізнесу невелику винагороду для зйомки реклами, що розміщуватиметься в пакеті. 
Досі невідомо, хто складає матеріал або звідки його взяли.   Деякі висували теорію, що відсутність порнографічного матеріалу та відсутність антиурядових поглядів у пакеті може свідчити про те, що уряд Куби бере участь у його виробництві. 

## Анті-Пакете
Один зі способів уряду боротися з поширенням Ель-Пакете - створення власного джерела піратського медіа, що імітує Ель-Пакете і називається Mochila або Maletín, що означає «книжна сумка» в перекладі.  Цей медіа-пакет пропонував класичні фільми, музику та навчальні матеріали, але зрештою був дуже непопулярним. 

## Зовнішні посилання
- Кубинський CDN [Архівовано 8 листопада 2020 у Wayback Machine.]
- Покажчики видань Paquete [Архівовано 18 листопада 2020 у Wayback Machine.]